# مينا توغاي
مينا توغاي (بالتركية: Mine Tugay)‏ (28 يوليو 1978 قونية) ممثلة تركية.

## حياتها
ولدت مينا توغاي بمدينة قونية حيث أنه المكان الذي يعمل به والدها ضابط. أنهت مدرستها الثانوية بالمدرسة الثانوية «ليفينت الحديثة».
وفيما بعد في عام 1997 بادرت مينا تمثيلها المسرحي بمسرحية «الدب الصغير ذات الأذنين الكبيرتين» حيث أنها قامت بتمثيلها في مسرح «الحكاية الحقيقية». وفي العام نفسه بدأت مينا دراسة فن التمثيل بالمركز الفني الضال. إلا أنها كانت واحدة من الثالثة عشر شخصاً الذين قد اسُتبعدوا من الفصل بتهمة «عدم الانضباط» وذلك من خمسة عشر شخصاً من بينهم أوزجة أوزبرك و أوزغو نامال. وفي عام 1998 فازت مينا بقسم التمثيل بالمعهد الموسيقي للدولة بجامعة إسطنبول.
وبعد أن تخرجت مينا من المعهد الموسيقي بدأت التمثيل في المسرحيات بفرقة سيمافر.
وفي عام 2003 مثلت في مسرحيات «ليلة الثانية عشر وهجوم الطيور» مع إشيل كساب أوغلو. وفي العام نفسه لعبت دوراً في المسلسل التلفزيوني «الوردة البيضاء».
وفي عام 2014 لعبت دوراً في المسلسل «ليكن إسمه الحب» وفي الفيلم السينمائي «وجع القلب». وفي العام نفسه مثلت في فرقة سيمافر في مسرحية «ماما وزين» مع إشيل كساب أوغلو وبولنت أمين يرار.
ويعد كلا من «تلفزيون بيكو بلازما، اللحوم التعسفية، بنك الأناضول، غسالة بوش، منزل إيكوبيلا، غسالة بوش لوجيكس 8» من بين أفلامها الترويجية الإعلانية التي قامت بتمثيلهم.
وفي عام 2005 مثلت في المسلسل التلفزيوني «الحب في كل سن». وعندما حصلت على شهادة الماجستير بالتمثيل بجامعة بهجيشهر لعبت دور البطولة بمسلسل «عليا».
وفي عام 2006 أنهت الماجستير وفي العام نفسه قامت مينا توغاي بدور البطولة في مسلسلات «جولبارا» الذي بُث على شاشة تلفزيون شو و «أبي بغيض مني» الذي بُث على شاشة قناة ستار ومثلت في مسرحية «بعيد جدا» مع امرى كوينجو أوغلو بمسرح «دوت».
وقامت بدور البطولة مع هالوك بياس في مسلسل «عدو في المرآه» الذي بُث على شاشة الإذاعة و التلفزيون التركي.
و جسدت شخصية المدمنة باشكومسري سونا بمسلسل " قصة بيهزات تشي مخبر أنقرة. وشاركت كل عام منذ عام 2007 كمتطوعة في مسرحيات ناظم حكمت حيث نظمها يلماز أوناي في مسرح القراءة في أيام ناظم التقليدية.
وقامت بدور شخصية بهار في الجزء التالت من مسلسل «هكذا يمر الزمن» الذي بُث على شاشة قناة دي.
وقدمت مع إنجين جوائز التلفزيون بأنطاليا لعام 2013 للمرة الرابعة.
وفي الأيام الأخيرة أثارت ردود أفعال كثيرة بسبب إنفصالهاعن مسلسل «المد والجزر» الذي بُث على شاشة تلفزيون ستار.
وفي الموسم الجديد قامت بدور البطولة مع كنان إيجة في مسلسل «لص القلوب» الذي سيبُث على شاشة التلفزيون.

## الجوائز التي حازت عليها
•	حازت على جائزة أفضل ممثلة عن دورها في فيلم «القطط في الطريق» في جوائز مهرجان الفيلم القصير سينابارك عام 2008
•	حازت على جائزة «(المسرح الصغير) كأفضل ممثلة» عن دورها في مسرحية «شحرور» في جوائز مسرح «الأسود» التامن لعام 2008
•	جائزة «الممثلة الأكثر نجاحاً هذا العام» عن دورها في مسرحية شحرور بمسرح دوت في جوائز مسرح عفيفة عام 2009

## المسرحياتالتي قامت بتمثيلها
•	مسرحية «كرة و دبابيس»: مسرح تعليمهانا موسم 2010-2011
•	«كما تحبون»: مسرح الدولة بإسطنبول موسم 2010-2011
•	«لم تمت الإنسانية»: ناظم حكمت، أيام ناظم 2010 – مسرح القراءة «ناظم حكمت 108 أعوام»
•	«يوسف ومينوفيس»: ناظم حكمت، أيام ناظم 2009 – مسرح القراءة «ناظم حكمت 107 أعوام»
•	«الشاهد الكاذب»: ناظم حكمت، أيام ناظم حكمت 2007 – مسرح القراءة «: ناظم حكمت 105 أعوام»
•	«إسحقه مرة أخرى من خلال المطر» مسرح دوت – موسم 2008-2009
•	«شحرور»: مسرح دوت – موسم 2007-2008
•	«بعيد جدا»: مسرح دوت – موسم 2004- 2005
•	«ماما وزين»: فرقة سيمافر – 2003- 2004
•	«هجوم الطيور»: فرقة سيمافر – 2002 -2003
•	«الليلة الثانية عشر»: فرقة سيمافر -2002-2003
•	«خمسة من خمسة»: مركز الثقافة ببيشكتاش – تابع

## المسلسلات التلفزيونية
•	كارامبول كامل (1998)
•	الوردة البيضاء (العذراء) (2002)
•	ليكن إسمه الحب – إيدا (2004)
•	عليا – دفنا (2004)
•	الحب في أي عمر – إلفان (2005)
•	جولبارا –جولبهار (2006)
•	أبي بغيض مني –سفيل (2007)
•	الفصل – أوزلم (2008)
•	عدو في المرآه –نسان (2009)
•	السوق المغلق –أليف (2010)
•	قصة بهزات تشي مخبر أنقرة – سونا (2011-2012)
•	خمسة من خمسة – بنجيسو (2011)
•	العالم الكاذب – أيسو (2012)
•	لقد حان الوقت على مر الزمان – بهار (2012 – 2013)
•	المد و الجزر - إندر سيريز (2013 – 2014)
•	لص القلب – دفنا (2014)
•إسطنبول الظالمة (2019 - 2020

## الأفلامالسينمائية
•	وجع القلب (سيدة تتسوق) – 2004
•	لماذا قُتل الحاجوات والكاراجوز (باجي أصلي) – 2005
•	كابتن فيزا (أليف) -2009
•	هل غش الجميع (نيل) – 2010

## أفلامقصيرة
•	قط في الطريق – 2007
•	العقرب فليكس أوند – 2008
•	7، 8، 9، 10 ..... – 2010

## وصلات خارجية
- مينا توغاي على موقع IMDb (الإنجليزية)
- مينا توغاي على موقع ألو سيني (الفرنسية)
- مينا توغاي على موقع قاعدة بيانات الفيلم (الإنجليزية)
- مينا توغاي على موقع كينوبويسك (الروسية)

•	السينما التركية
* [ http://www.minetugay.com/ Resmi Sitesi ]
* IMdB